# Estação Alí Primera
A Estação Alí Primera é uma das estações do Metrô de Los Teques, situada no município de Guaicaipuro, entre a Estação Ayacucho e a Estação Guaicaipuro. Administrada pela C. A. Metro Los Teques, é uma das estações terminais da Linha 1 e da Linha 2.
Foi inaugurada em 3 de novembro de 2006. Localiza-se na Avenida Bicentenaria.
A estação recebeu esse nome por homenagear Ali Primera, que foi um cantor e compositor venezuelano. Militante do Partido Comunista da Venezuela, Ali Primera faleceu no dia 16 de fevereiro de 1985, vítima de um acidente automobilístico.